# Баторов, Иннокентий Николаевич
Иннокентий Николаевич Баторов (1920, улус Заходы-Корсунгай, Аларский аймак, Балаганский уезд, Иркутская губерния, РСФСР (ныне населённый пункт Заходы, Муниципальное образование «Новоленино», Нукутский район, Иркутская область, Россия) — 10 августа 1945 года, Хайлар, провинция Объединённая Синъань, Маньчжоу-го (ныне район Хайлар, городской округ Хулун-Буир, автономный район Внутренняя Монголия, КНР)) — участник Великой Отечественной войны, парторг роты мотострелково-пулемётного батальона 205-й танковой бригады, 36-й армии Забайкальского фронта, рядовой. В бою закрыл своим телом амбразуру пулемёта.

## Биография
Родился в 1920 году в семье бурятов-аратов. Окончил семь классов школы, работал в поле, затем в селе Нукуты окончил курсы учителей, был направлен на работу в 66-ю школу, по другим данным 41-ю школу города Улан-Удэ.
В РККА призван Аларским РВК в сентябре 1942 года. В боях на западном направлении не участвовал.
9 августа 1945 года началась Советско-японская война. 205-я танковая бригада с некоторыми другими подразделениями составила подвижную группу 36-й армии. Группе была поставлена задача переправиться через реку Хайлар и затем ночной атакой к утру 10 августа 1945 года овладеть городом Хайлар.. 9 августа 1945 года бригада, совершив обходной манёвр, овладела железнодорожной станцией и рабочим посёлком на окраине города. Однако там бригада была остановлена огнём с фронта и из узла сопротивления Хайларского укрепленного района северо-западнее города.
Сильный огонь вёлся с фланга из дота, оборудованного на склоне соседней сопки. Оттуда же вели огонь по танкам кочующие противотанковые орудия, ликвидировать которые мешал огонь пулемёта. Атаки вечера 9 августа 1945 года успеха не принесли. Утром 10 августа 1945 года рота мотострелков вновь пошла в атаку. Подобравшись к доту, рядовой Баторов попытался забросать его гранатами, но безуспешно. Тогда боец закрыл амбразуру пулемёта своим телом.
За подвиг награждён не был. Только в послевоенное время, указом от 6 мая 1965 года был посмертно награждён Орденом Отечественной войны 1-й степени.
Подвиг И. Н. Баторова упомянут в пятом томе «Истории Великой Отечественной войны 1941—1945 гг.», изданном Министерством Обороны СССР в 1963 году.